# NGC 7191
NGC 7191 је спирална галаксија у сазвежђу Индијанац која се налази на NGC листи објеката дубоког неба.
Деклинација објекта је - 64° 38' 1" а ректасцензија 22h 6m 51,2s. Привидна величина (магнитуда) објекта NGC 7191 износи 13,1 а фотографска магнитуда 13,8. Налази се на удаљености од 36,917 милиона парсека од Сунца. NGC 7191 је још познат и под ознакама ESO 108-13, IRAS 22031-6452, PGC 68059.